# 麥金泰爾角
84°57′S 179°40′E / 84.950°S 179.667°E
麥金泰爾角（英語：McIntyre Promontory），是南極洲的海岬，位於杜費克海岸，處於布什山脈，在1947年2月16日由美國海軍發現和拍攝照片，由美國南極名稱諮詢委員命名，現時由南極條約體系管理。